# Variabel aantal tandemherhalingen
Een variabel aantal tandemherhalingen of VNTR (variable number tandem repeat) is een reeks van 10 tot 100 opeenvolgende genetische herhalingen van een genetische sequentie, die 14 tot 100 basenparen lang kan zijn. 
Minisatellieten en microsatellieten zijn specifieke vormen van VNTR's.
Afhankelijk van welke herhalingen er plaatsvinden, kunnen ze aanleiding geven tot ziekten. Dit is dan een gevolg van mutaties tijdens een translatieproces. Een voorbeeld is een herhaling van de reeks cytosine–adenine–guanine, een CAG-repeat. Deze wordt gelinkt aan de ziekte van Huntington, prostaatkanker en de ziekte van Kennedy.
VNTR's kunnen gebruikt worden voor onderzoek van populatiegenetica aan de hand van polymorfe loci. Zo is er een hexamorfe VNTR van 86 basenparen in intron 2 van de IL-1 receptorantagonist op chromosoom 2. Door de verschillende allelen uit te knippen met restrictie-enzymen en te visualiseren met gel-elektroforese, ontstaat een karakteristieke vingerafdruk.